# Andy LaPlegua

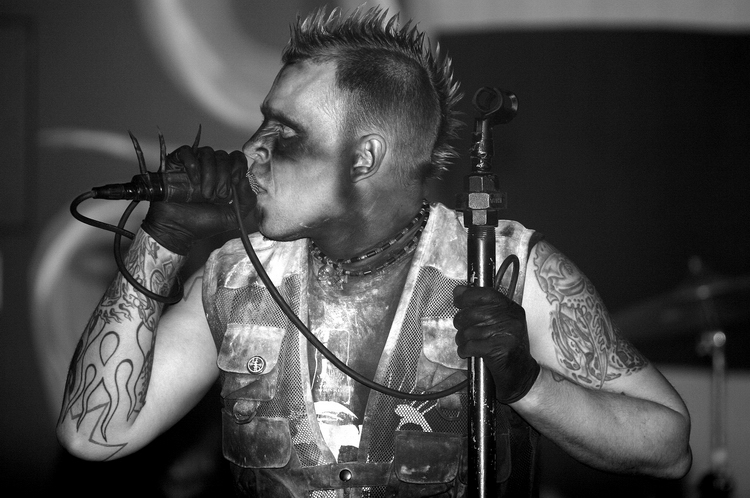
Andy LaPlegua (2007)

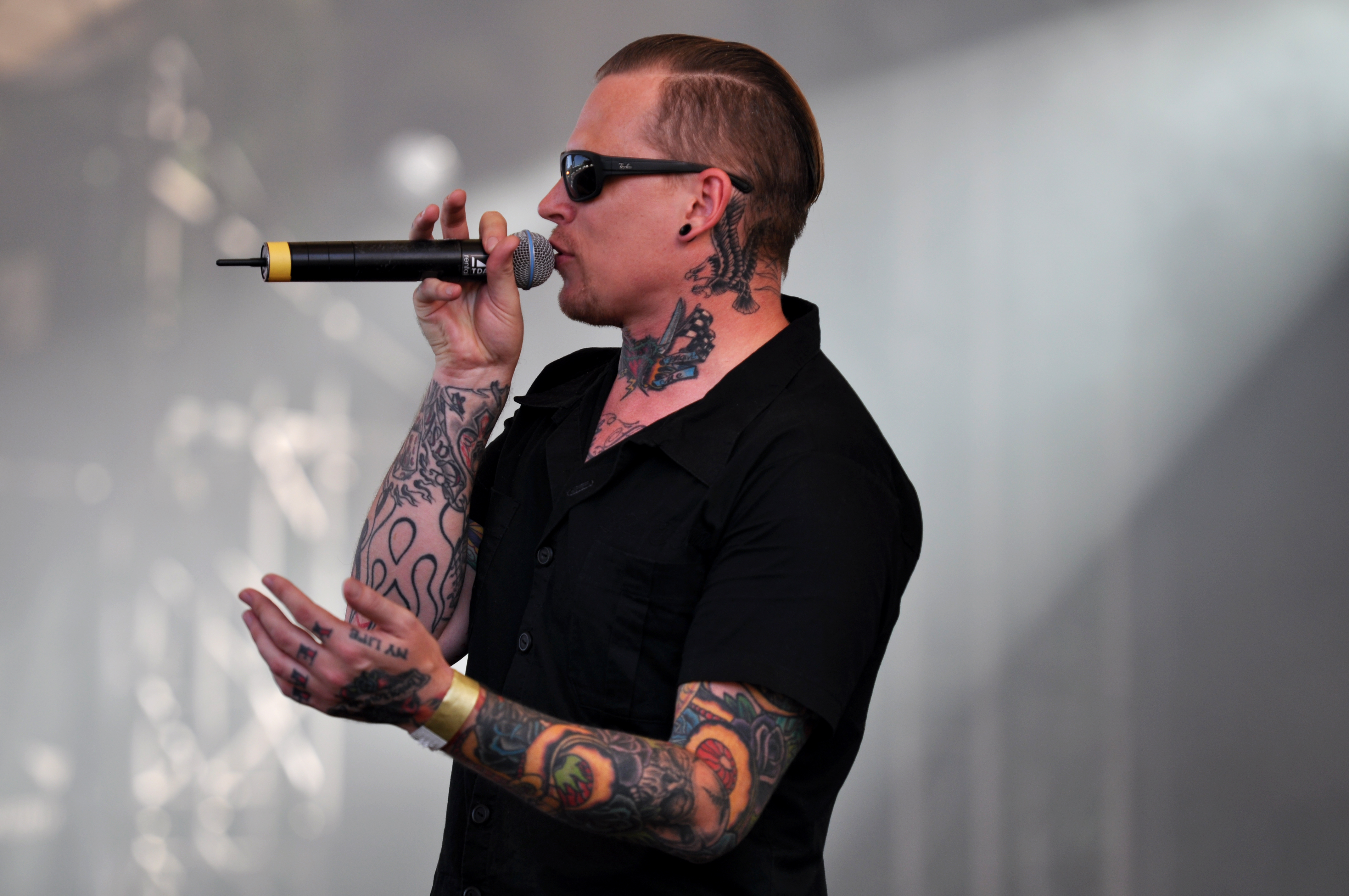
Andy LaPlegua beim Amphi Festival 2013

Andy LaPlegua, eigentlich Ole Anders Olsen, (* 15. September 1975 in Fredrikstad) ist ein norwegischer Musiker. Er ist Gründer und Sänger der Bands Icon of Coil und Combichrist.

## Wirken
Andy LaPlegua ist in drei Projekten aktiv, Combichrist (ehemals DRIVE), Panzer AG und (DJ) Scandy. Von diesen erreichten Icon of Coil und Combichrist die DAC. Mit Combichrist war er in den Top 5 der amerikanischen Billboard Dance Charts.
Er war Teil verschiedener Szenen in Norwegen. Andy LaPlegua experimentierte mit Hip-Hop in der Detroit-Techno-Band LAW, mit Industrial bei Devils Into Crime (DIC) sowie mit Punk in der Band My Right Choice (MRC), in der er als Sänger tätig war und mit der er unter dem Namen Fleshfire eine EP veröffentlichte. Des Weiteren war er als Aushilfs- und später als Leadsänger der Metal-Gruppe Lash Out tätig. Außerdem interessierte er sich auch für Trance und Clubmusik, wodurch er auch in den Projekten Plastic Life und Sector9 aktiv war.
Icon of Coil wurde 1997 gegründet und zunächst als Soloprojekt von LaPlegua angelegt. Er lud Sebastian Komor, einen ehemaligen Bandkollegen, ein, ihn bei Live-Auftritten zu unterstützen. Nach verschiedenen öffentlichen Auftritten und der Veröffentlichung des ersten Icon-of-Coil-Albums Shallow Nation wurde Komor dauerhaftes Mitglied.
Die Band Combichrist startete offiziell im Jahr 2003. Sie wurde als eine aggressivere Alternative zu Icon of Coil gegründet. Panzer AG wurde 2004 ins Leben gerufen. LaPlegua kombiniert hierbei die Tanzbarkeit von Icon of Coil mit den harten Beats von Combichrist. Sein viertes, mehr auf Techno ausgelegtes Projekt ist (DJ) Scandy.

## Privatleben
Andy LaPlegua war mit dem Erotikmodel Kellie LaPlegua verheiratet. Im März 2016 heiratete er die deutsche Schauspielerin Sophia Thomalla. Im Mai 2017 gab Thomalla die Scheidung bekannt.